# Guix
|  | Per a altres significats, vegeu «Guix (desambiguació)». |

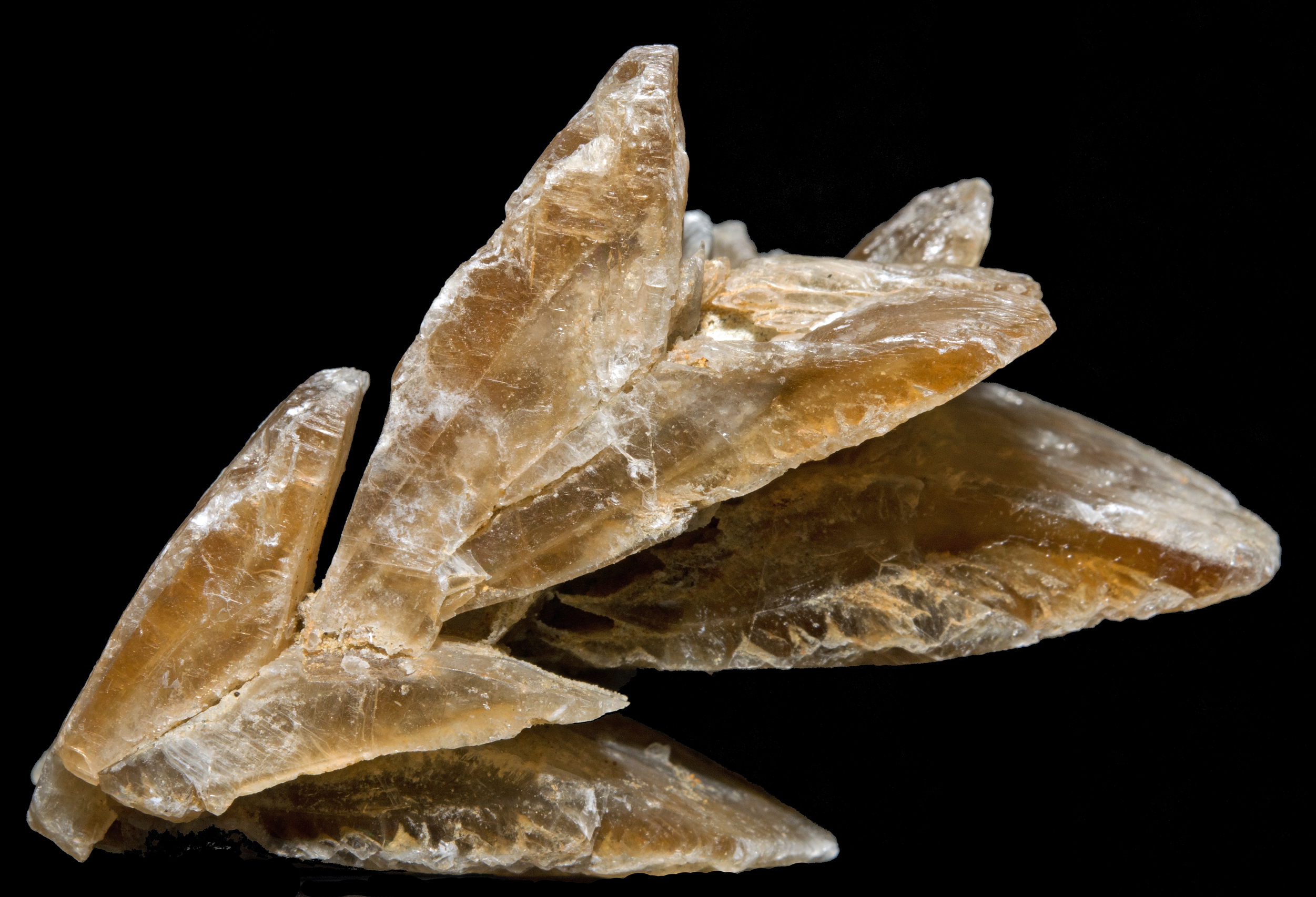
Guix selenític amb macla tipus punta de fletxa

El guix (també conegut com algeps o ges) és un mineral format per sulfat de calci dihidratat (CaSO₄(H₂O)₂), que cristal·litza en el sistema monoclínic. És un material petri que transformat industrialment s'anomena sulfat de calci hemihidratat (CaSO₄·½H₂O). Les seves propietats es van descobrir fa més de cinc mil anys a l'antic Egipte.
És el mineral sulfat més comú a la superfície de la Terra. És un mineral típicament blanc o transparent que sol formar cristalls tabulars o lenticulars, però també prismàtics, i també de manera massiva. Les varietats més conegudes són l'alabastre, que cristal·litza en forma de cristalls nítids; i la selenita, que es troba formant fibres paral·leles.

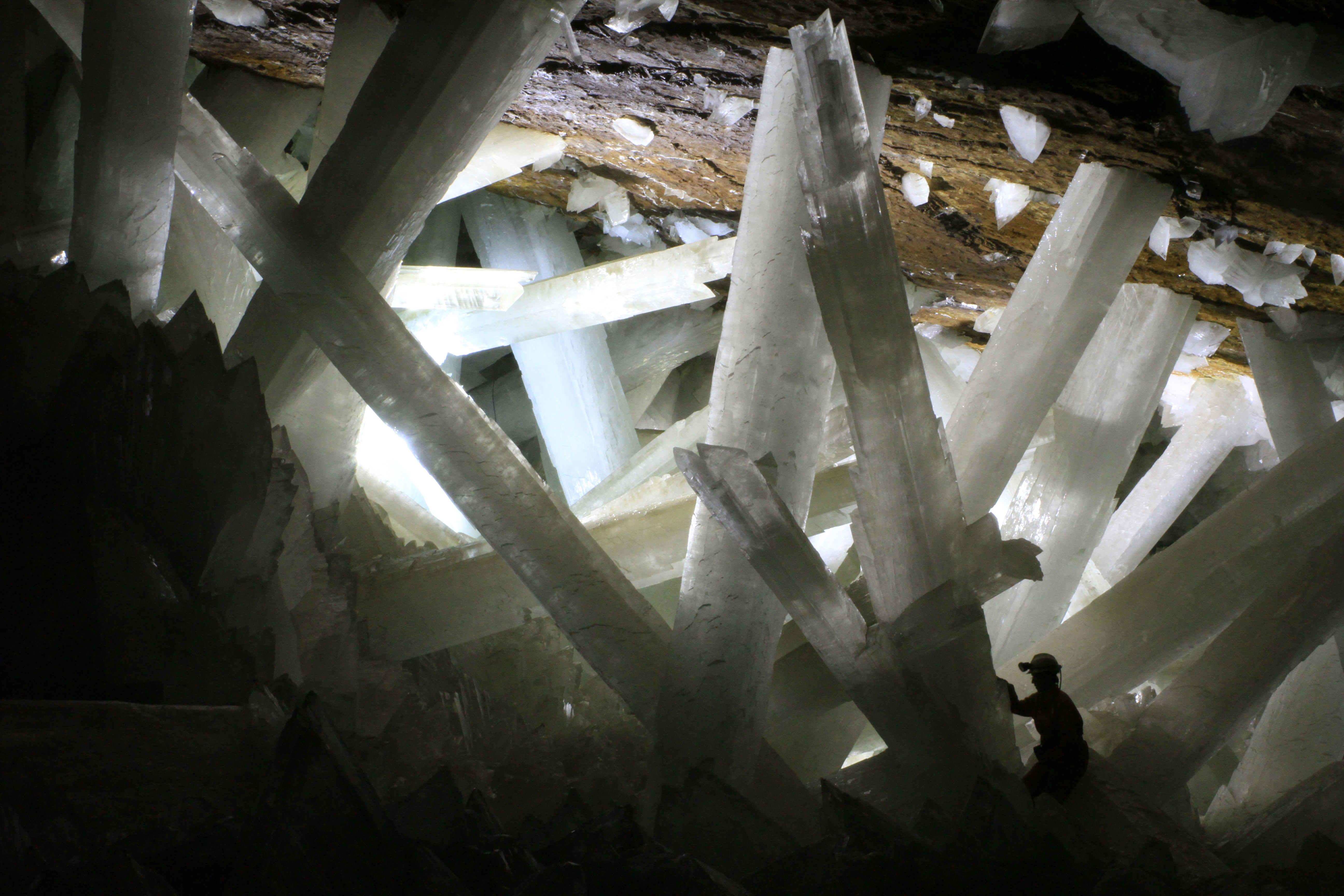
Cristalls de guix de la mina de Naica

En estat natural, el guix conté un 79,07% de sulfat de calci anhídrid i un 20,93% d'aigua i quan es troba en grans quantitats és considerat també una roca sedimentària. És incolor o blanquinós, però a causa de les impureses també es pot presentar amb tons de gris, marró, groc, vermell, etc. Acostuma a ser transparent, amb lluïssor vítria o setinada, s'exfolia en escates fines i flexibles però no pas elàstiques, és tou, pot ser ratllat per l'ungla.

## Etimologia
El nom del guix prové del llatí gypsum -ī, i aquest, alhora prové del grec ἡ γύψος -ύψου, de gènere femení i d'origen desconegut, encara que podria tractar-se d'un préstec d'alguna llengua semítica (cf. l'hebreu gueves (גֶּבֶס), l'àrab ǧiṣṣ o ǧębs (جصص, الجبس) i en definitiva, també el persa gač (گچ). En català, la paraula presenta diverses denominacions: mentre guix prové del llatí gypsu[m], les formes algeps o geps procedeixen de l'àrab. La paraula grega ἡ γύψος -ύψου significava literalment guix. La primera referència al guix va ser feta pel Teofrast entre el 325 i el 300 aC, utilitzant la paraula γύψος per a referir-se al mineral.

## Classificació
Segons la classificació de Nickel-Strunz, el guix pertany a «07.CD - Sulfats (selenats, etc.) sense anions addicionals, amb H₂O, amb cations grans només» juntament amb els següents minerals: matteuccita, mirabilita, lecontita, hidroglauberita, eugsterita, görgeyita, koktaïta, singenita, bassanita, zircosulfat, schieffelinita, montanita i omongwaïta.

## Diagnòstic

### De visu
El guix és un mineral tou, de duresa 2 a l'escala de Mohs. Presenta una exfoliació perfecta en {101} i sol presentar macles; les més conegudes i característiques són les macles en punta de fletxa, també anomenades macles en cua d'oreneta. El guix sol ser incolor o blanc, però segons les impureses que pugui contenir, pot ser també, groc, marró, ocre, blau, rosa, marró vermellós o gris. La seva lluïssor és des de vítria a sedosa, tot i que a causa de la seva exfoliació aquesta sol ser nacrada. En ser ratllat, el guix presenta una ratlla de color blanc. La seva densitat és de 2,308 g/cm3 i és soluble tant en aigua com en àcid clorhídric.

### Amb microscopi
El guix sol trobar-se com a cristalls inclosos o implantats, d'hàbit tabular (010), sovint lenticulars, però a vegades també elongats o aciculars i fibrosos. Són comuns els agregats criptocristal·lins (alabastre), els fanerocristalls (guix selenític) o el guix fibrós. En llum transmesa presenta un relleu baix i negatiu; sovint incolor tot i que pot trobar-se tenyit, principalment per òxids de ferro, argiles o matèria orgànica. No presenta pleocroisme i els colors d'interferència solen ser fins a grisos o blancs de primer ordre. L'exfoliació es presenta perfecta en (010) i dues més no tant marcades en {-111}, intersecant en 42º i 138º. Presenta una extinció inclinada, mentre que les macles solen ser freqüents en {100} i {001}, a més a és de poder-ne presentar altres de més rares. No presenta zonació.
La figura d'interferència és biaxial, amb un signe òptic (+); la dispersió és forta i inclinada (r>v). Pot presentar alteracions a anhidrita (per deshidratació) o a alguns sulfurs o sofre (per reducció).

## Morfologia

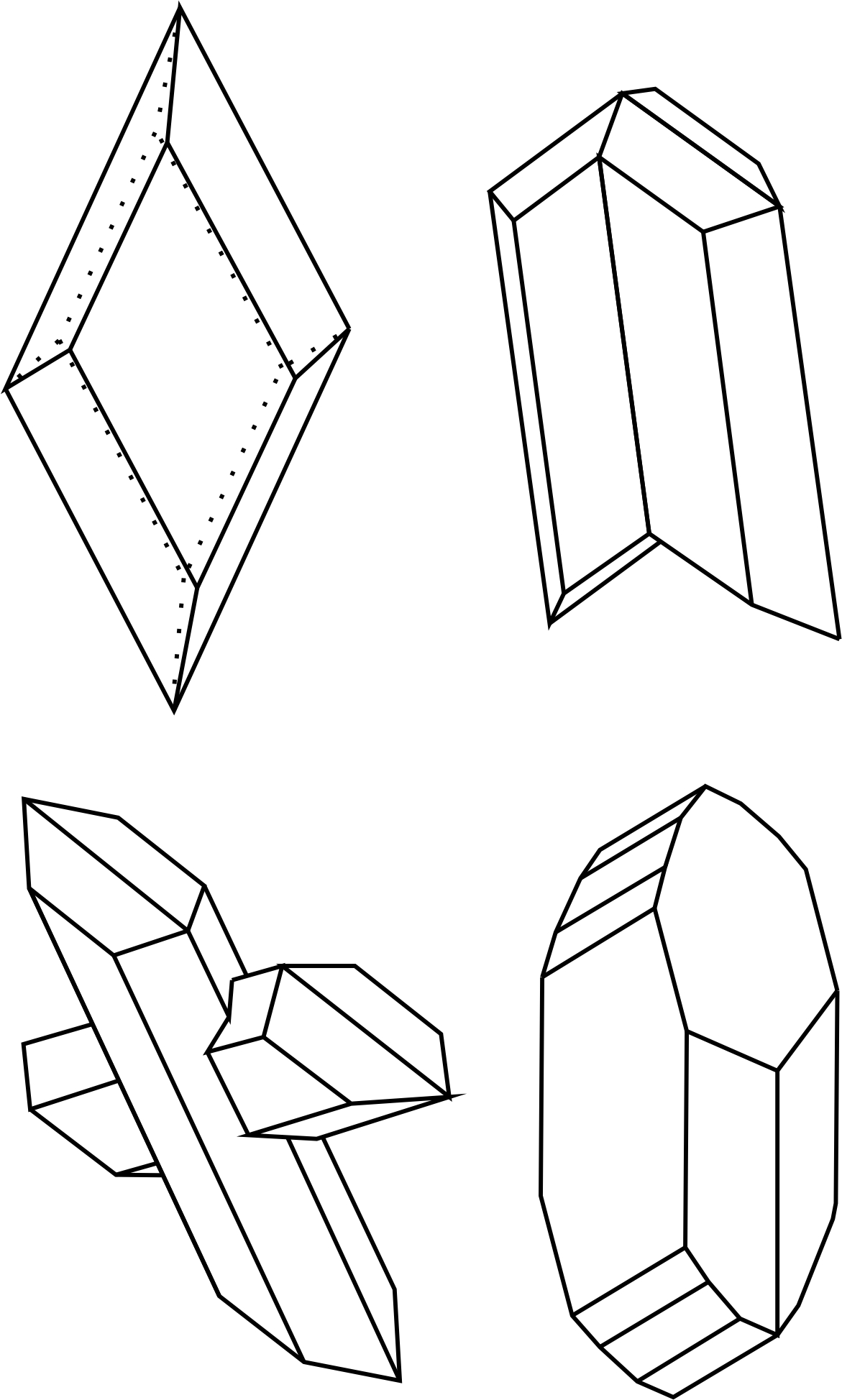
Selecció d'hàbits del guix

### Maclat
De totes les macles que pot arribar a presentar el guix, les més comunes i conegudes són les de tipus punta de fletxa o cua d'oreneta. Aquest tipus de maclat, segons {100} és, per exemple, el responsable de les grans dimensions que adquireixen els cristalls de guix de la mina de Naica i sol produir morfologies cruciformes Aquest tipus de macles de contacte es formen a partir de la cara (100) del guix, que apareix sota condicions d'equilibri en els cristalls, fins i tot si té un caràcter escalonat. A més a més d'aquestes macles, també són freqüents les que es desenvolupen a partir de {-101}; les macles en {001} i {20-1} també s'han observat, malgrat que rarament, en la natura; finalment, les macles en {101} s'han descrit només com a macles de penetració i en {-209} s'han d'escrit macles de penetració cruciformes.

## Propietats

### Color
El guix és un mineral que pot presentar una certa varietat de colors, principalment com a conseqüència de la presència d'impureses. Quan es troba ben cristal·litzat sol ser transparent o translúcid.

### Solubilitat
El guix és un mineral lleugerament soluble en aigua (13,78·10-3 mol/L) a 25 °C i pressió atmosfèrica. La solubilitat del guix en aigua augmenta amb la temperatura amb un pic màxim de solubilitat als 58 °C, punt a partir del qual comença a decréixer. La solubilitat del guix en aigua també presènta una tendència positiva amb la salinitat. Aquesta disminució de solubilitat a partir dels 58 °C és deguda a que a partir d'aquesta temperatura l'anhidrita és la fase estable.

### Propietats òptiques
Forma cristalls tabulars transparents, de vegades de fins a un metre de llargada, macles en punta de llança, masses fibroses o sedoses. Una varietat particular són els agregats en rosa del desert (impregnats de partícules de sorra), que de vegades formen impressionants acumulacions en zones desèrtiques.
Sovint s'associa amb l'anhidrita en les roques sedimentàries i en jaciments hidrotermals. L'exfoliació i la baixa duresa permet diferenciar-lo d'altres minerals similars. L'anhidrita és guix deshidratat natural, CaSO₄, que absorbeix ràpidament l'aigua incrementant el seu volum fins al 30-50% i convertint-se en guix natural.
El guix és un gran aïllant tèrmic, ja que és molt mal conductor de la calor. S'utilitza en la construcció, per millorar les terres agrícoles i per obtenir àcid sulfúric. En pintura, el guix de pintor és una pols de carbonat de calci que els fusters barregen amb ocre i aiguacuit i en fan una pasta amb la qual tapen forats i escletxes de la fusta.

## Minerals relacionats
Els minerals relacionats amb el guix per la seva estructura o composició química semblant són:

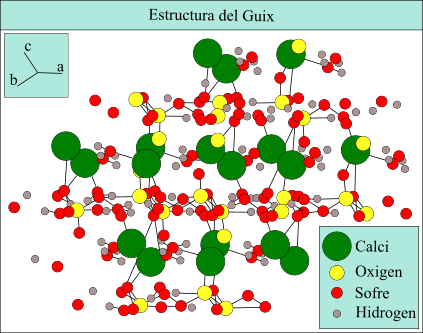
Estructura del guix.

| Codi    | Nom del mineral | Fórmula del mineral           |
| ------- | --------------- | ----------------------------- |
| 7.CD.   | Campostriniïta  | (Bi,Na)₃(Na,K)₄(SO₄)6·H₂O     |
| 7.CD.05 | Matteuccita     | NaHSO₄·H₂O                    |
| 7.CD.10 | Mirabilita      | Na₂SO₄·10H₂O                  |
| 7.CD.15 | Lecontita       | (NH4,K)NaSO₄·2H₂O             |
| 7.CD.20 | Hidroglauberita | Na10Ca₃(SO₄)₈·6H₂O            |
| 7.CD.25 | Eugsterita      | Na₄Ca(SO₄)₃·2H₂O              |
| 7.CD.30 | Görgeyita       | K₂Ca₅(SO₄)₆·H₂O               |
| 7.CD.35 | Koktaïta        | (NH₄)₂Ca(SO₄)₂·H₂O            |
| 7.CD.35 | Singenita       | K₂Ca(SO₄)₂·H₂O                |
| 7.CD.45 | Bassanita       | CaSO₄·0.5H₂O                  |
| 7.CD.50 | Zircosulfat     | (Zr,Ti)(SO₄)₂·4H₂O            |
| 7.CD.55 | Schieffelinita  | Pb10Te₆6+O₂0(OH)14(SO₄)(H₂O)₅ |
| 7.CD.60 | Montanita       | Bi₂(TeO₆)·2H₂O                |
| 7.CD.65 | Omongwaïta      | Na₂Ca₅(SO₄)₆·3H₂O             |

## Formació i cicle diagenètic del sulfat càlcic
Hi ha dos grans tipus de guixː el guix primari i el guix secundari. El guix primari és el guix originat per precipitació directa del sulfat de calci, mentre que el guix secundari procedeix de l'anhidrita preexistent. L'anhidrita és un sulfat de calci no hidratat, mentre que el guix és un sulfat de calci hidratat. Depenent de la temperatura i la pressió, el guix perdrà l'aigua (a altes temperatures i pressions) i passarà a anhidrita, mentre que l'anhidrita que arribi a aflorar, mitjançant una falla, diàclasis o per l'acció de l'home, podrà hidratar-se, ja sigui directament per l'aigua de pluja o per la humitat ambiental, i es transformarà en guix. En algunes ocasions la hidratació de l'anhidrita pot produir un augment de volum de la roca.

### Guix primari
Com s'ha dit anteriorment, el guix primari és aquell guix que ha cristal·litzat a partir de la precipitació directa del sulfat de calci, generalment a partir de l'evaporació d'un cos d'aigua. Molts dipòsits de guix s'han format en períodes en què els mars i oceans cobrien grans extensions de terra; quan aquests mars i oceans entraven en regressió (retrocedien), a l'interior dels continents hi quedaven mars mortes (conques endorreiques). En aquestes conques endorreiques hi havia una forta evaporació, i, com a conseqüència d'aquesta evaporació i unes aportacions minses a la conca mitjançant els rius, cada cop hi quedava menys aigua, i aquesta era més salada (augmentava la concentració de sals dissoltes). Si l'aigua de la conca continua evaporant-se, arriba un moment en què l'aigua està sobresaturada en sals, i aquestes comencen a precipitar; una d'aquestes sals és el guix. Al principi de l'evaporació d'un cos d'aigua, precipiten les sals menys solubles; per tant el guix serà el primer (o un dels primers) minerals en precipitar, seguit per la precipitació de l'halita i, finalment, pels clorurs de potassi i magnesi (silvita, carnal·lita…). Seguint aquest model general, en cada conca hi predominaran diferents minerals segons la composició del fluid evaporat i, per tant, en unes conques pot precipitar gran quantitat de guix mentre que en altres no. Quan el guix cristal·litza a partir de la precipitació del sulfat de calci d'un cos d'aigua lliures (un llac, mar...) es pot dir que és guix primari sensu stricto; en canvi, quan cristal·litza a partir de la precipitació de sulfat de calci en altres ambients, com per exemple, com a ciment intersticial entre sediments no evaporítics, pot rebre les denominacions de guix primari intersticial, sinsedimentari o diagenètic.
Els guixos primaris presenten unes textures característiques que permeten diferenciar-los dels guixos secundaris. Entre els primaris s'hi troben guixos microcristal·lins (<2mm) i guixos macrocristal·lins o selenítics (>2mm).

### Guix secundari
Els guixos secundaris són aquells que provenen d'un reemplaçament in situ, per hidratació, de formacions anhidrítiques de subsuperfície. La hidratació de l'anhidrita sol iniciar-se a través dels plans de major permeabilitat com ara l'estratificació, fissures i fracturació, entre d'altres. A partir d'aquests plans, la hidratació penetra en el cos anhidrític. La hidratació pot produir-se en una sola fase o en diferents estadis i sol estar controlada pels nivells freàtics regionals; d'aquesta manera existeixen diferents sistemes d'hidratació:
- A través de vetes: la hidratació es produeix en totes direccions.
- Concèntrics: les diferents generacions avancen progressivament.
- Massius: el guix avança com un front.

Els guixos secundaris presenten unes textures característiques que permeten diferenciar-los dels guixos primaris. Existeixen tres varietats principals: porfiroblàstica (cristalls ben formats, de mil·limètrics a centimètrics), alabastrina (varietats de gra fi, tot i que de mides variables) i megacristal·lina (cristalls de centimètrics a mètrics). Generalment els cristalls no solen estar maclats i solen presentar inclusions residuals d'anhidrita, en particular en les varietats porfiroblàstiques i megracristal·lines. Aquestes tres varietats presenten tots els trànsits texturals possibles entre sí.

## Litofàcies

### Litofàcies primàries
Una litofàcies o fàcies litològica és una fàcies descriptiva caracteritzada per un o diversos caràcters petrogràfics o la suma de totes les característiques litològiques que mostra un dipòsit en un indret. El guix pot presentar una gran quantitat de litofàcies; la bibliografia sol destacar-ne les següents:

#### Gipsilutites, gipsarenites, gipso-algals i gipso-oolítiques
Les fàcies de gipsilutites i gipsarenites estan constituïdes per cristalls de guix de mida llim (<1/16 mm) i sorra (<2 mm) respectivament. Aquestes fàcies poden tenir origen tant químic com detrític.
Solen presentar un aspecte laminat, amb un gruix de cada làmina inferior al mil·límetre, o bandejat, amb bandes que oscil·len entre el mil·límetre i ordres centimètrics, amb estratificacions rectes o ondulades. La granoclassificació de les fàcies pot ser directa o inversa, que sol estar relacionada amb una sobresaturació. També poden ser generalment massives, sense una estructura interna ben definida.
Les litofàcies laminades d'origen algal (gipso-algals), són molt característiques per tractar-se d'estromatòlits guixificats. De manera menys freqüent, es desenvolupen litofàcies gipso-oolítiques (<2 mm).
Totes aquestes fàcies presenten unes microestructures particulars i similars. Els cristalls poden ser tant euhèdrics com anhèdrics i a vegades s'observen textures de pressió-dissolució. També existeixen dipòsits totalment lenticulars o microlenticulars, generalment afectats per bioturbació. Els cristalls poden presentar-se tant desorientats com en una orientació dimensional preferent ben marcada. De manera ocasional, poden presentar alguan inclusió d'anhidrita, sobretot a conseqüència d'estadis incipients de reemplaçament. Aquest tipus de fàcies presenten, en algunes ocasions, granoclassificació, directa o inversa.

#### Litofàcies selenítiques
Les litofàcies selenítiques estan constituïdes per dipòsits estratiformes de cristalls de mides superiors als 2 mm (i fins a diversos metres) in situ, formats generalment sobre un fons sedimentari i per sota de la làmina d'aigua (creixement antigravitatiu), fet que implica creixements lliures i sovint competitius. També es coneixen fàcies similars, amb creixements intersticials aparents (amb creixements cap avall, contra el sediment) i, fins i tot, com a agregats radials, amb diàmetres d'ordre centimètric i decimètric.
L'estratificació pot ser recta, ondulada o molt regular i solen generar-se edificacions cristal·lines. Aquestes litofàcies poden alternar amb fàcies gipsarenites. Així mateix poden donar-se alguns creixement selenítics individualitzats entre les gipsarenites.
Els dipòsits de fàcies selenítiques solen presentar algunes particularitats: els cristalls solen ser més o menys transparents, segons les cares de creixement, i amb l'exfoliació ben desenvolupada. També solen presentar macles simètriques o asimètriques. Presenten també zonació de creixement, marcada per material detrític fi, micrita, matèria orgànica o filaments algals entre d'altres; generalment la zonació resta transparència als cristalls. Els cristalls també poden presentar inclusions sòlides.

#### Litofàcies lenticular intersticial
Aquest tipus de fàcies solen presentar cristalls d'hàbit lenticular o tabular, ja siguin individualitzats o formant agregats (tipus roses), o fins i tot, capes noduloses que creixen entre una matriu o sediment encaixant no evaporític La mida dels cristalls sol variar entre mil·limètrics a decimètrics, fins i tot mètrics. Malgrat que sol tractar-se d'una litofàcies sinsedimentària, a vegades també pot ser diagenètica tardana. S'han descrit capes nodulars contorsionistes integrades per guix lenticular intersticial.

#### Litofàcies bioturbada
És un tipus de litofàcies pròpia d'ambients continentals; sol presentar microcristalls lenticulars que omplen bioturbacions d'origen animal com ara galeries o d'origen vegetal com, per exemple, arrels.

#### Dipòsits detrítics
Com a conseqüència de la seva solubilitat relativament baixa, el guix tolera transports curts, principalment en forma de debris flow i mass flow, i dèbils retreballats per onatge suau o acció mareal, així com transports una mica més llargs en suspensió turbidítica tant profunda com somera. Entre les fàcies selenítiques són comuns els dipòsits clàstics de gipsirrudites que, ocasionalment, inclouen nòduls de guix o anhidrita.

## Dipòsits, jaciments i localització

### El guix als territoris de parla catalana
El guix no ha estat descrit a Andorra, però sí a l'Alguer, concretament a la mina Calabona. A les Illes Balears s'ha trobat a Inca, Llucmajor, Manacor, Santanyí i Sóller, majoritàriament en coves formades per calcàries del Miocè superior (unitat Marines de Migjorn i de Llevant), que constitueixen la principal estructura càrstica de l'Illa de Mallorca. A la Franja s'ha descrit a la Canyada de Beric, en pedreres d'argila; també en alguns afloraments a Mequinensa i a la mina La Forcada d'Estopanyà.

A Catalunya ha estat descrit en diverses localitats; destaquen per la seva rellevància la pedrera de Cal Marçà (Anoia); les localitats de la Conca Potàssica Catalana (Cardona, Sallent i Súria; Bages); la pedrera Rialls (Maresme); la pedrera Berta (Vallès Occidental - Baix Llobregat); pedrera els Frares (Vallès Oriental); la Punta Guixera (Baix Empordà); les mines d'Osor (La Selva); la mina les Ferreres i la pedrera Felinc (Ripollès); la mina Eureka (Pallars Jussà); la pedrera Tossal Gros (Segarra); a Vilanova de la Sal i la pedrera Enviny (Pallars Sovirà). A més a més d'explotacions, són rellevants els guixos de Vilobí del Penedès; els guixos de la Formació Guixos de Barbastre (Priabonià) que es troben a la depressió de l'Ebre, des de la frontera amb l'Aragó fins a la Molsosa; la Formació Guixos de Talavera (Oligocè inferior) que es troben alternats amb margues; la Formació Guixos de la Depressió de la Móra (Eocè superior-Oligocè inferior) i els Guixos de Beuda (Lutecià inferior).

Al País Valencià el guix ha estat descrit en diferents localitats entre les quals destaquen algunes pedreres de guix o altres minerals evaporítics com ara las Amoladoras (Alacant); el Cerro de la Sal amb les munes Cueva del Gigante i Segunta Terrible (Alacant); Cabezo de los Conejos i Cabezo Gordo (Alacant); la pedrera Algezares (Castelló); la mina la Amorosa (Castelló); la pedrera el Cotelló (València) o la pedrera Niñerola (València). A més a més a més d'aquests indrets miners, també ha estat descrit en altres localitats sense relació amb l'explotació mineral.

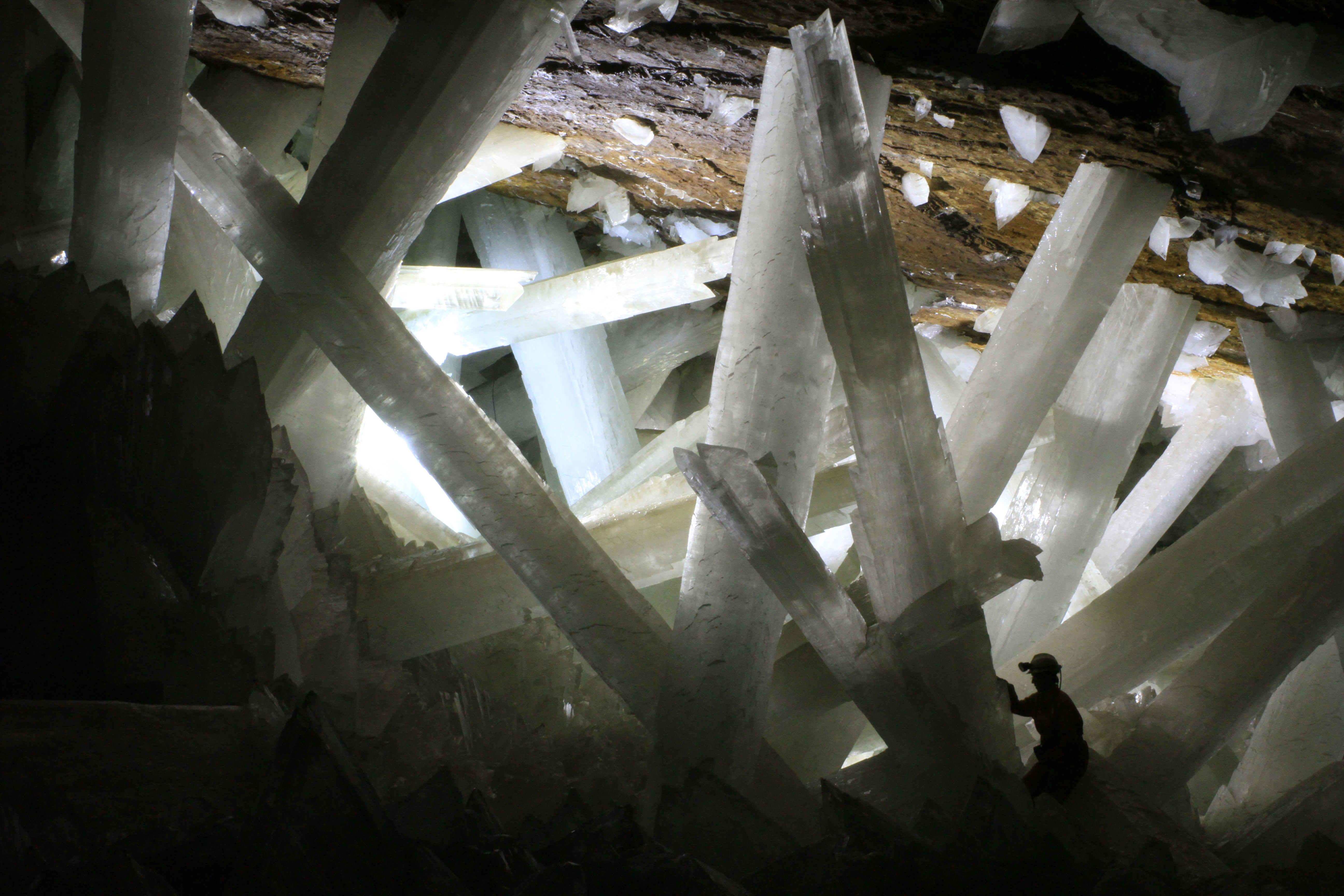
Cristalls de guix a la Cova dels Cristalls de Naica (Mèxic). Vegeu la persona situada a la part inferior dreta per a fer d'escala.

### El guix a la resta del món
El guix és el mineral sulfat més abundant, i com a tal, ha estat descrit a moltes localitats arreu del món. Tot seguit, s'enumeren algunes d'aquestes localitats que presenten espècimens rellevants per la seva mida o per la seva bellesa.
Són destacables els guixos de Racalmuto, Girgenti i Cinciana (Sicília); els de diferents mines del districte d'Eisleben-Mansfeld-Sangershausen (Saxònia-Anhalt, Alemanya); els de Bex (Valais, Suïssa); els d'Ausee, Styria i Hall (Tirol, Àustria); els de Saragossa (Espanya); els de Montmartre (París, França). De Polònia destaquen els grans cristalls de Tarnobrzeg. A l'Iran són destacables els guixos de Meskerabad, prop de Teheran; a Austràlia són rellevants els guixos de Cloncurry (Queensland). A Xile destaquen els guixos de la mina El Teniente (Província d'O'Higgins); Als EUA són rellevants els exemplars trobats a South Wash (Utah) i a Great Salt Plains (Oklahoma); també hi ha espeleotemes excepcionals a la cova Lechiguilla (Nou Mèxic).

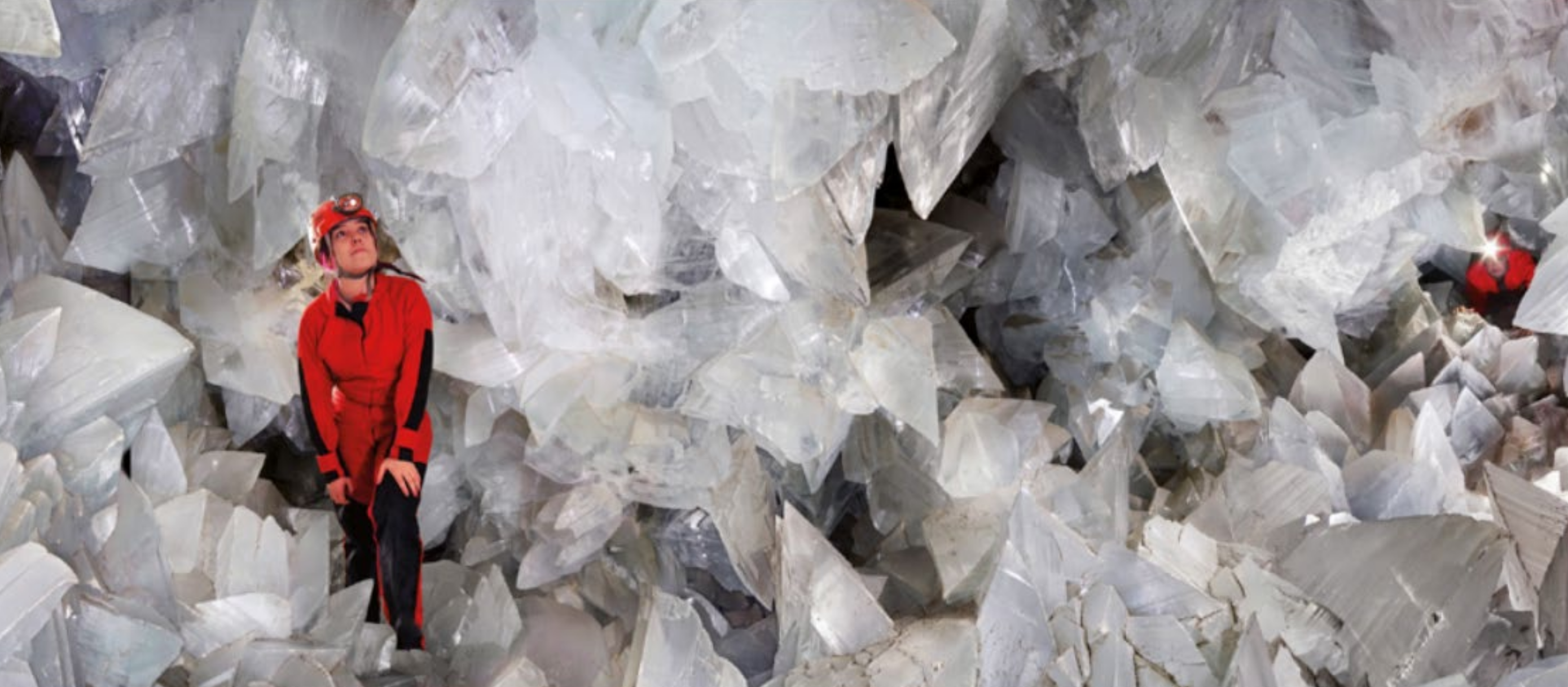
Cristalls de guix a la geoda de Pulpí (Almeria, Espanya).

Per la seva grandària excepcional, cal fer especial menció als cristalls de guix de la mina de Naica (Mèxic), que són transparents i arriben als onze metres de longitud i també els de la Geoda de Pulpí a Almeria (Espanya), que representa la segona geoda de més dimensions descrita al món, i que només és superada per la de Naica; dins de la geoda els cristalls arriben als 2 metres de longitud.

## Varietats
S'han descrit diferents varietats de guix segons el procés de formació, l'hàbit o altres característiques; les principals s'enumeren tot seguit. L'alabastre o guix alabastrí és una varietat de guix massiva i de gra fi; el seu nom prové d'Alabastronòpolis (Egipte), on es creu que existí la primera font d'aquest material. Una altra varietat és la selenita o guix selenític; aquesta varietat es caracteritza per presentar cristalls transparents i incolors, tot i que poden presentar lleugers tints per la presència d'inclusions sòlides. Selenita és un terme que s'ha utilitzat històricament com a sinònim de guix; va ser emprat per primer cop per J. G. Wallerius l'any 1747 en el llibre Mineralogia, eller Mineralriket, provinent del grec selene (σεληνη -Lluna-); possiblement per les reflexions de color blau clar que presenten els cristalls. El guix selenític sol presentar lluïssor vítrea i fractura micàcia.
El terme rosa del desert s'empra per a les varietats de guix (també de barita o celestina) que presenten de cristalls que constitueixen agrupacions que recorden la forma d'una rosa que, habitualment, es formen per precipitació en zones àrides tot atrapant partícules de sorra que els donen el color i la textura característica. El guix satin spar, o també sericolita és un tipus de guix fibrós de lluïssor sedosa. Originalment el nom es referia a una varietat de calcita descrita a Anglaterra, posteriorment va emprar-se per a descriure varietats de guix i aragonita; actualment pot emprar-se per a referir-se a totes tres varietats. Una altra varietat que, generalment, es forma com a espeleotema són les flors de guix que solen trobar-se en coves o cavitats com a producte de precipitació. El corn de Ram (de l'anglès Ram's Horn) és una varietat corbada que recorda la forma d'un corn.

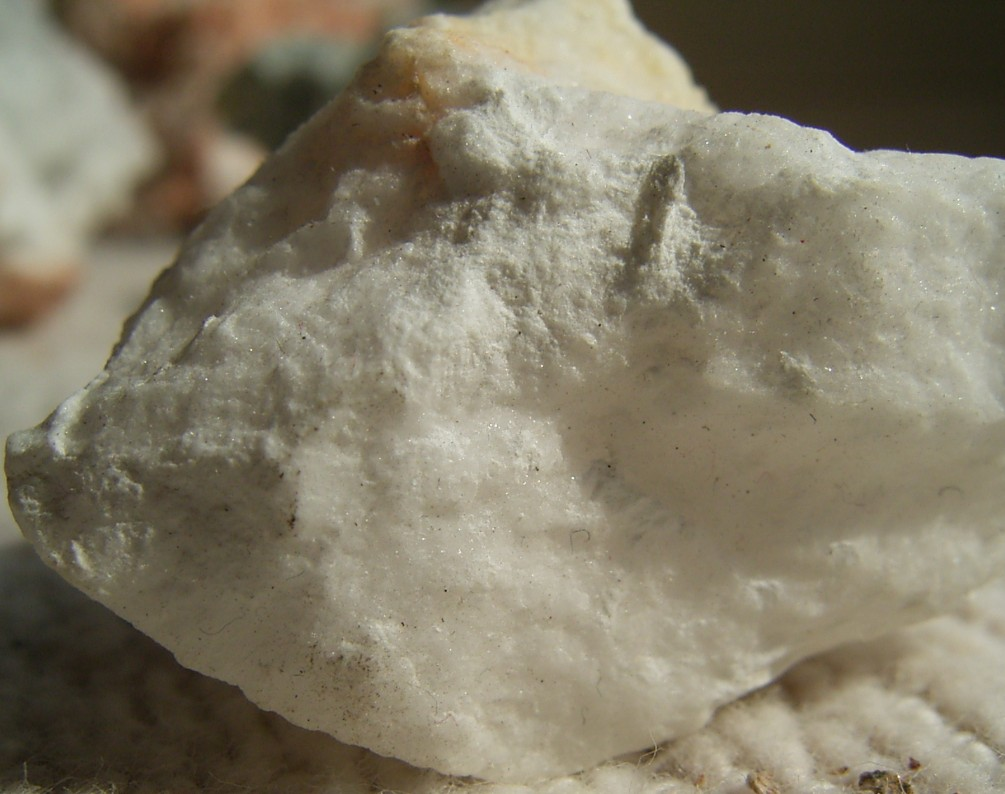
Alabastre
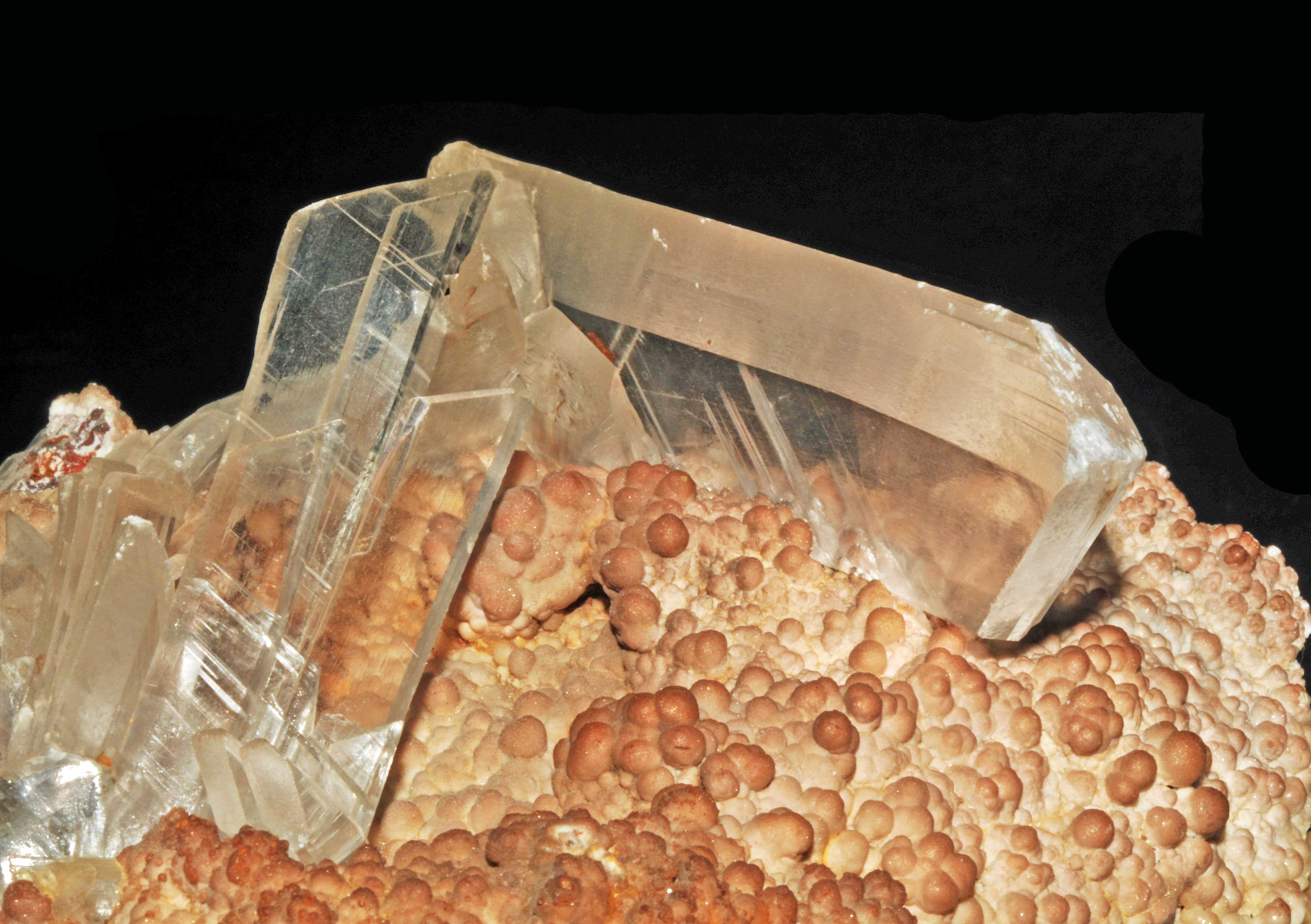
Selenita (cristalls)
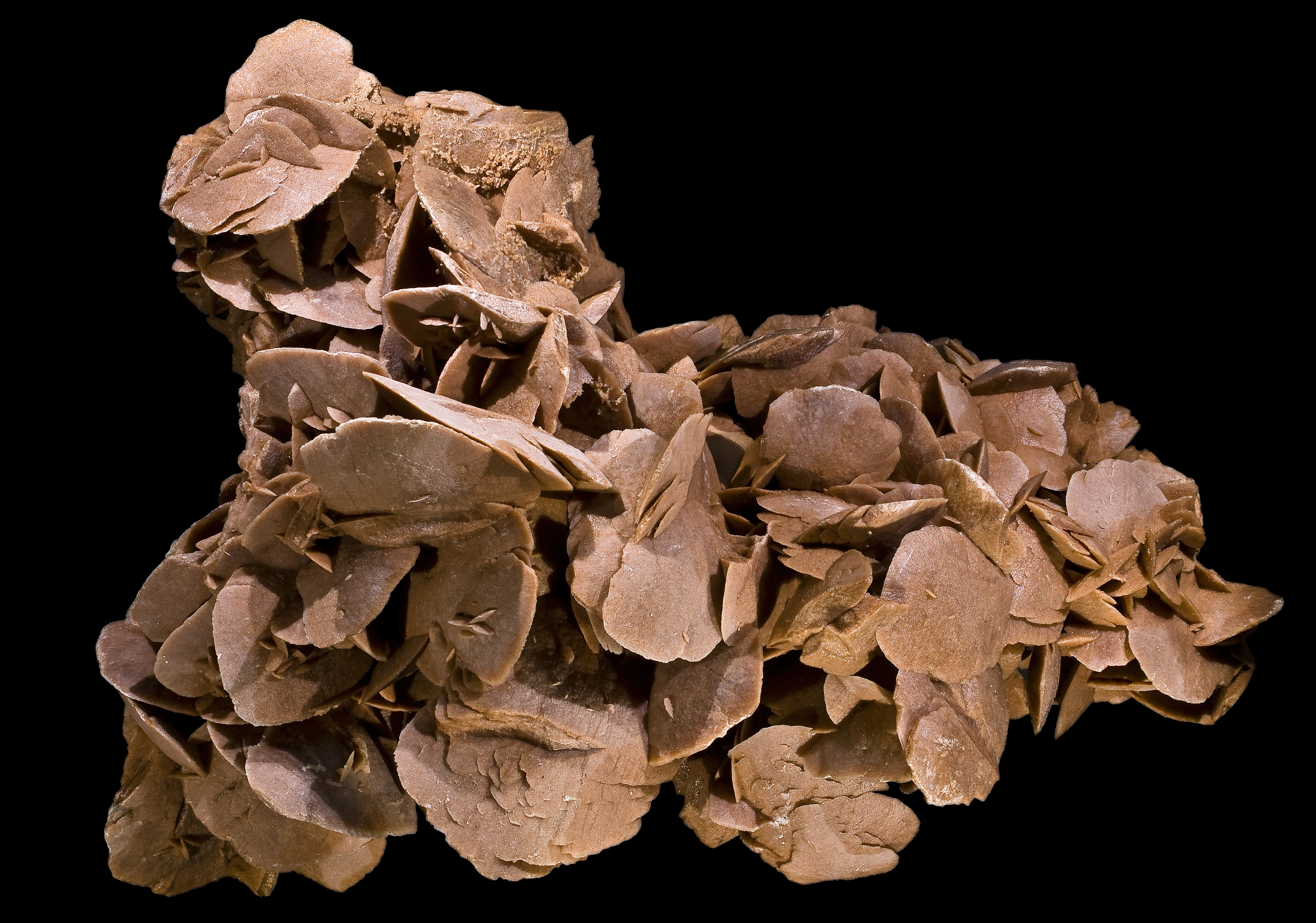
Rosa del desert
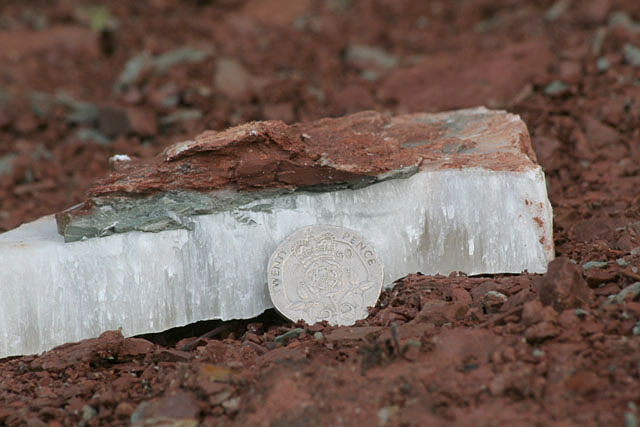
Guix fibrós
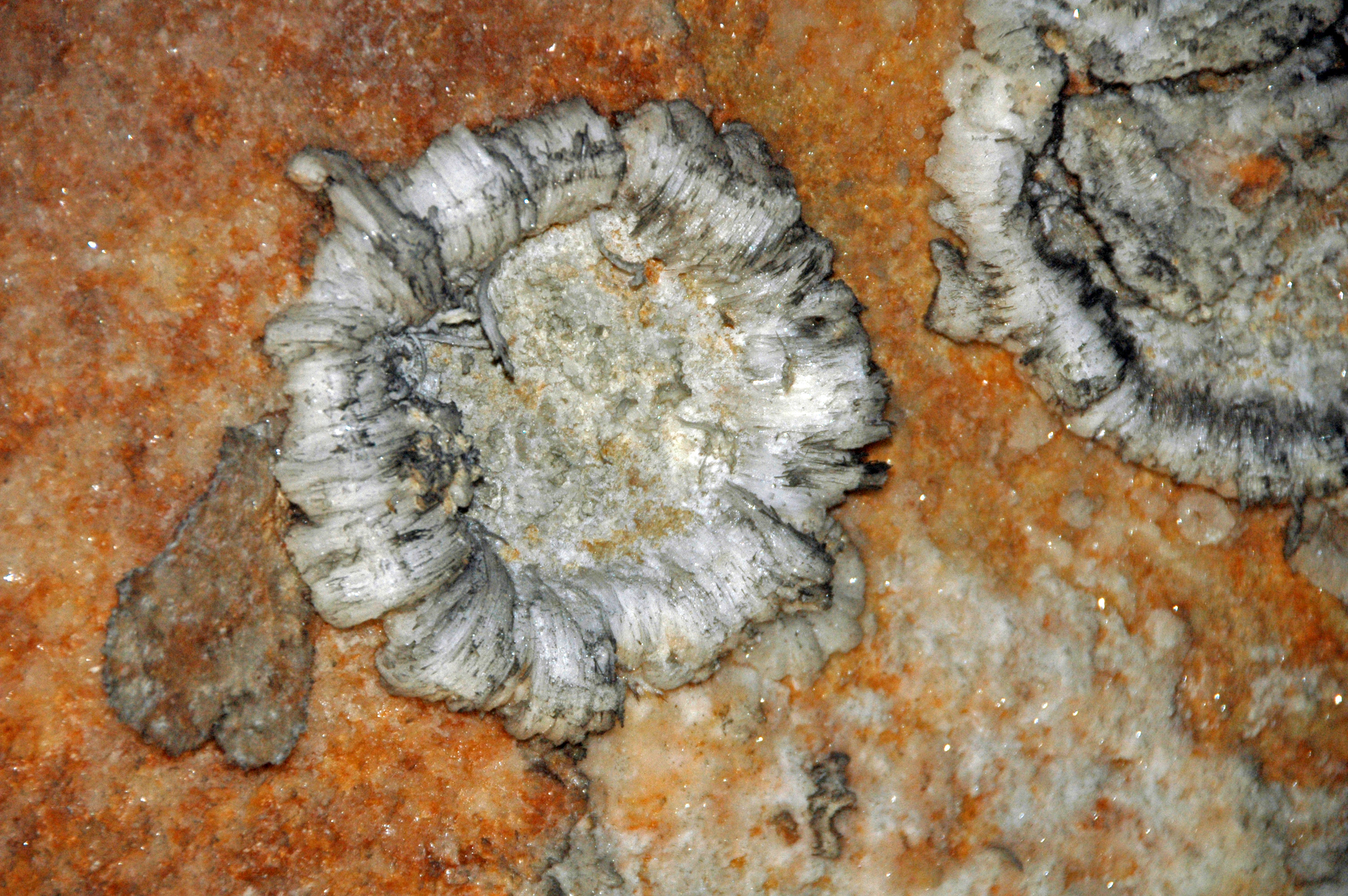
Flors de guix (espeleotema)
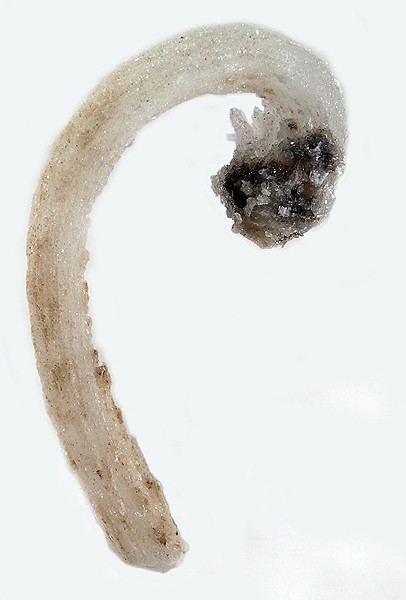
Guix corbat

## Usos
El guix és emprat en multitud d'aplicacions, des de revestiment per a sostres i parets fins a substitut de la fusta en construcció, tot passant per elements quirúrgics, motlles, elements de modelatge, fertilitzant i acondicionador de sols, ciment, com a matèria primera en escultura, entre d'altres.

### En construcció
El guix, en escalfar-se, perd aigua; aquesta, però, és recuperada ràpidament, en refredar-se, i provoca un enduriment del mineral. Aquest canvi de característiques el fa un material adequat per a diferents processos de construcció, entre els quals es troben el revestiment de parets i sostres, la formació de ciments tot emprant el guix com a additiu (per exemple, per a endarrerir la solidificació del ciment Portland), l'ús de guix com a fundent ceràmic o el seu ús com a aïllant tèrmic; també és emprat com a element en la formació de plaques de Pladur. El seu ús en construcció és tant estès que la majoria de guix a nivell mundial va destinat a aquesta activitat.

### Medicina
El guix és un mineral àmpliament emprat en medicina. Un dels seus usos més coneguts és en traumatologia, on s'empra per tal d'endurir els embenats que s'utilitzen per a immobilitzar parts del cos amb ossos trencats. També s'utilitza per a la fabricació de fèrules quirúrqiques i com a element dels motlles de dentadures, en odontologia. A la Xina el guix, tant pur com calcinat, és emprat àmpliament en medicina tradicional. En aquest context, el guix pur normalment es pren per via oral com a antipirètic i antiinflamatòri, mentre que el guix calcinat s'usa per a tractar ulceracions. Alguns estudis han relacionat l'efectivitat del guix en aquests camps mèdics amb la seva fase estructural.

### Agricultura
El guix s'usa en agricultura pel seu contingut en sofre i en calci i també com a forma de remediació de sols salins sòdics.
A l'escalfar-se, el guix perd aigua però la recupera ràpidament i endurint-se, aprofitant aquesta propietat s'utilitza per a múltiples aplicacions, moltes lligades al sector de la construcció. Segons la temperatura a la qual es produeix el procés de deshidratació el guix s'adorm (és a dir, s'endureix) més o menys ràpidament. La indústria de la construcció n'és la principal consumidora.
- Antics forns de guix. Algepsar d'Alfarb, al costat del jaciment.[53]

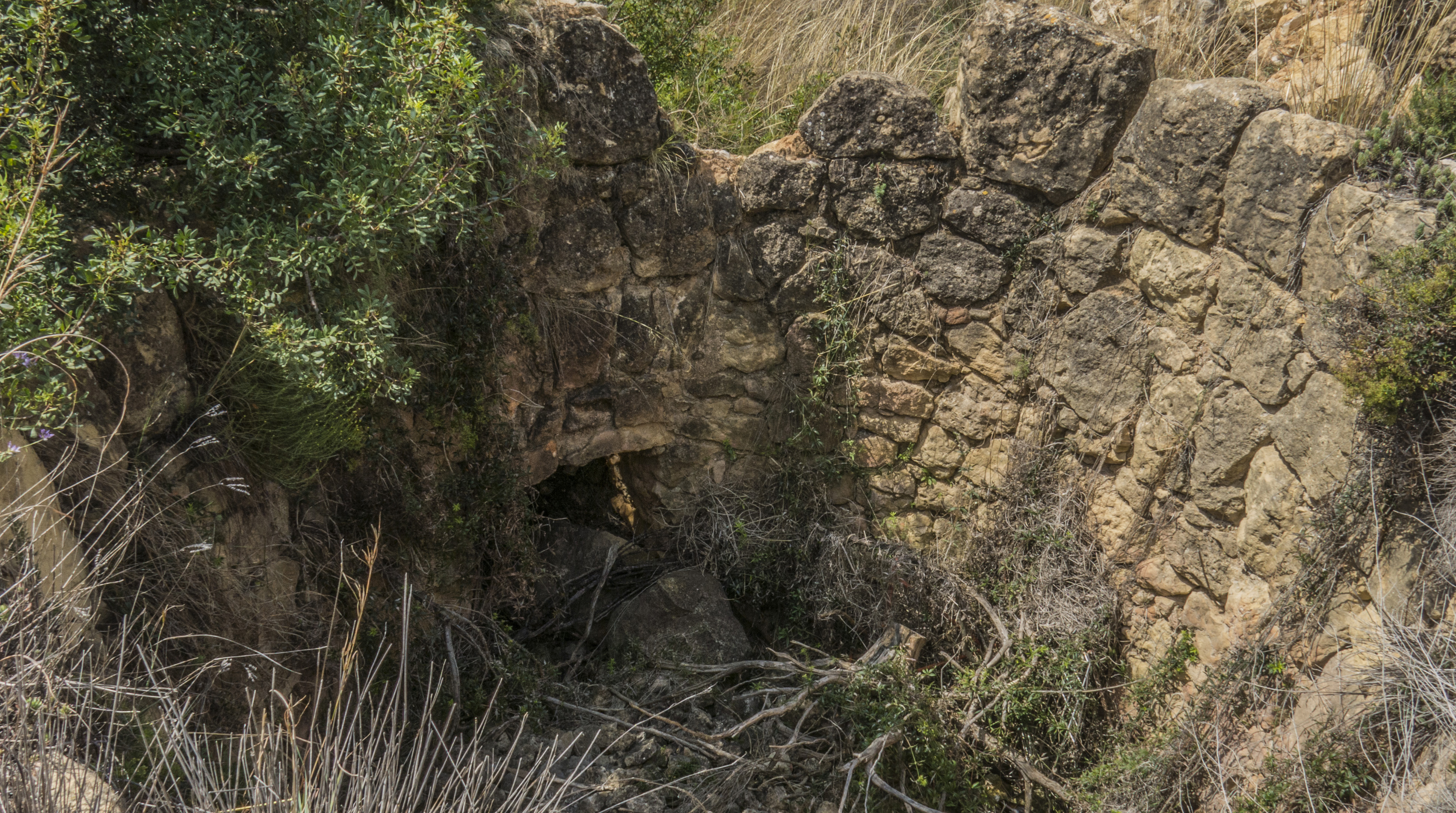
Forn primer.
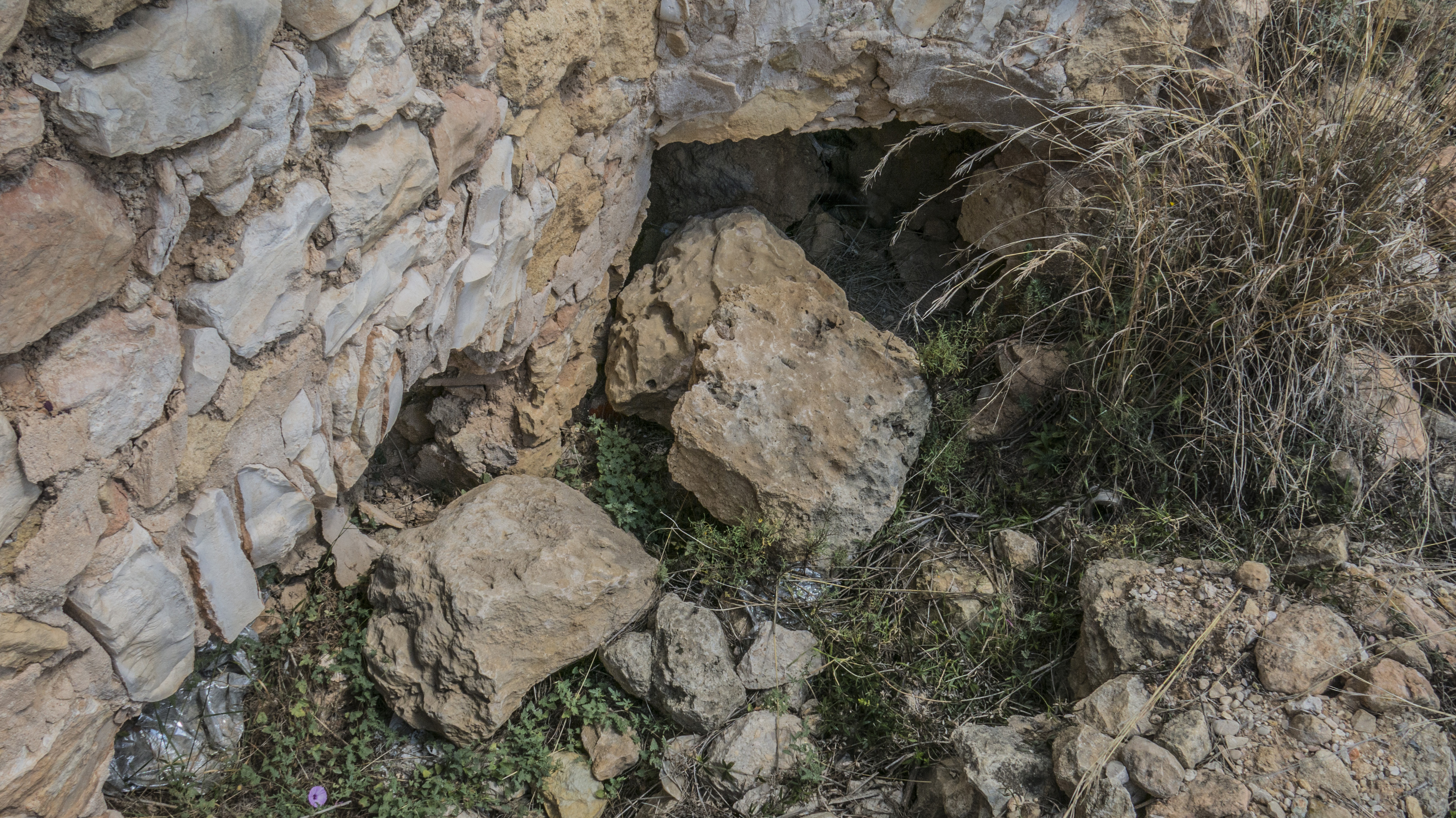
Forn segon.
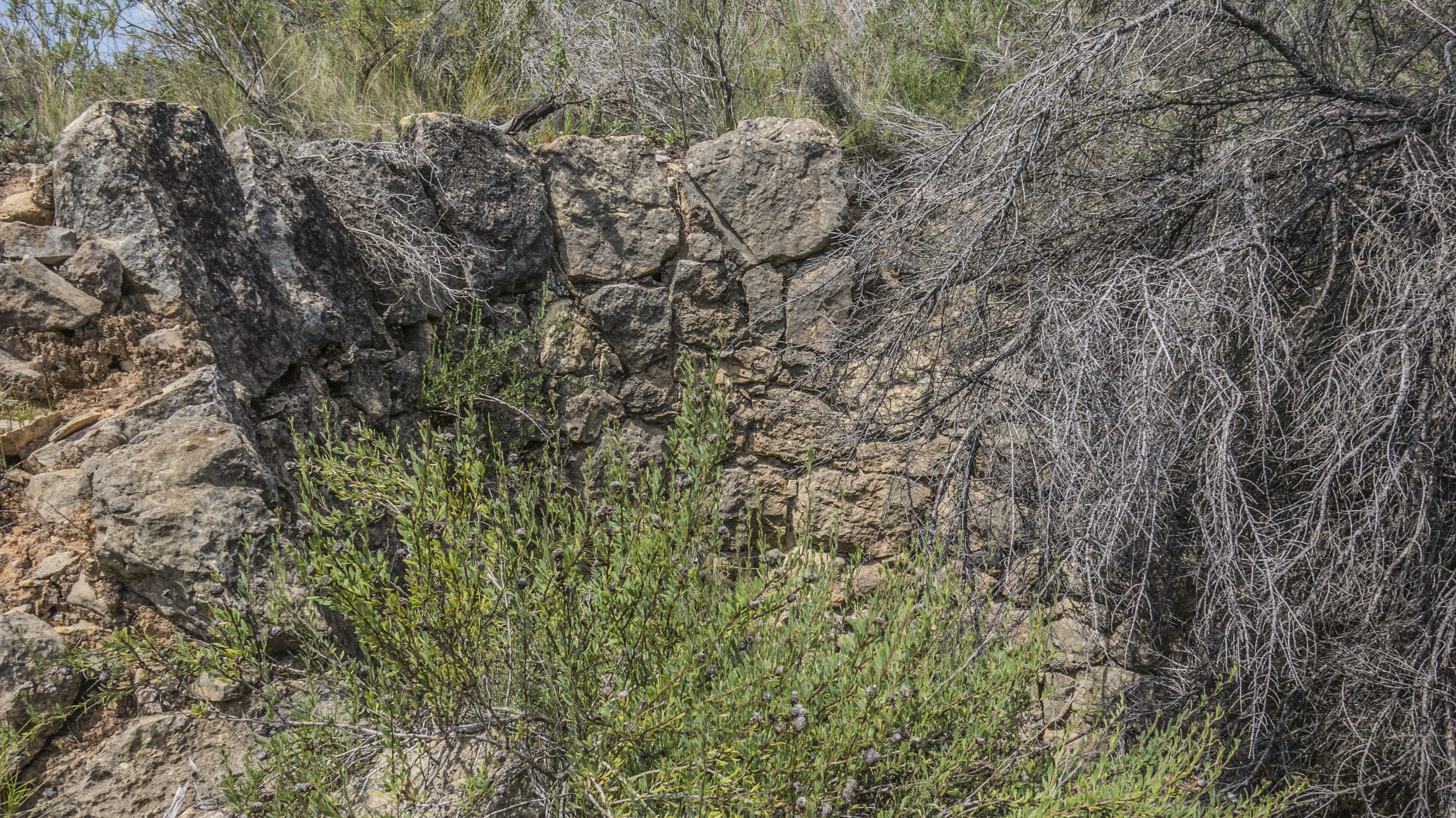
Forn tercer.

Algunes de les seves aplicacions en construcció són:
- Com a revestiment de parets i sostres.
- Com a additiu en ciments, per exemple per a retardar la solidificació del ciment Portland.
- Com a fundent ceràmic.
- Com a aïllant tèrmic, ja que el guix no és bon conductor de calor i electricitat.
- Per a confeccionar motllos de dentadures, en odontologia.
- En traumatologia per a immobilitzar els ossos i facilitar la seva regeneració en una fractura.
- Per a l'elaboració de guix d'escriure per a pissarres.
- La seva composició química, amb una riquesa de sofre i calci, fa del guix un element de gran valor com fertilitzant dels sols, encara que en aquest cas s'utilitza el mineral polvoritzat (guix agrícola).
- Així mateix, una de les aplicacions més recents de guix és la "remediació ambiental" en els sòls, això és, l'eliminació d'elements contaminants d'aquests, especialment metalls pesants.
- Ha estat utilitzat per a obtenir àcid sulfúric.

## Vegeu també

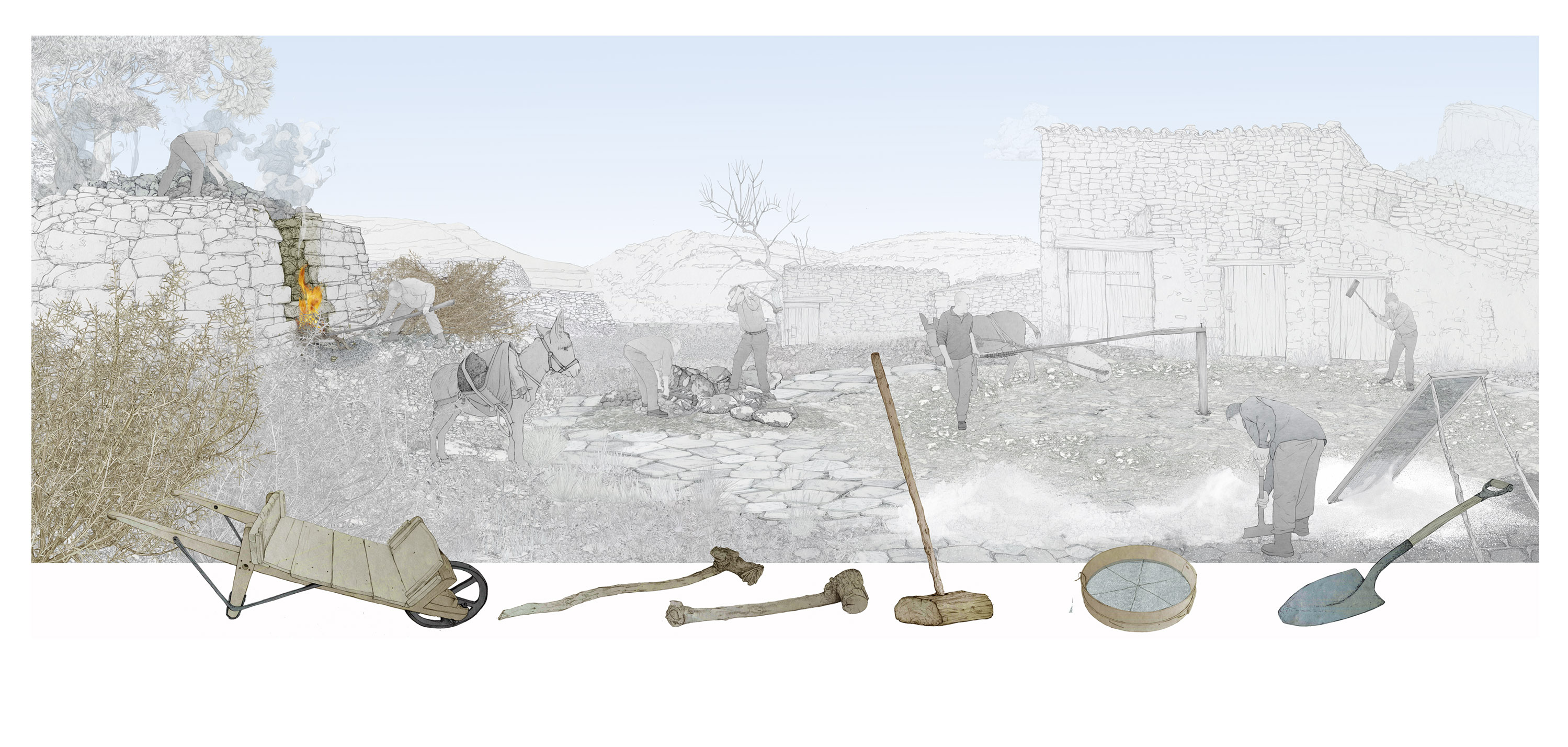
Treballs de l'algeps. Museu Valencià d'Etnologia.